# Saint-Romans-lès-Melle
Saint-Romans-lès-Melle ist eine französische Gemeinde mit 720 Einwohnern (Stand: 1. Januar 2022) im Département Deux-Sèvres in der Region Nouvelle-Aquitaine (vor 2016 Poitou-Charentes). Sie gehört zum Arrondissement Niort und ist Teil des Kantons Melle.

## Geographie
Saint-Romans-lès-Melle liegt etwa 38 Kilometer südöstlich von Niort. Umgeben wird Saint-Romans-lès-Melle von den Nachbargemeinden Celles-sur-Belle im Norden und Westen, Saint-Martin-lès-Melle im Osten und Nordosten, Mazières-sur-Béronne im Süden und Südosten sowie Périgné im Südwesten.

## Bevölkerungsentwicklung
| Jahr                      | 1962 | 1968 | 1975 | 1982 | 1990 | 1999 | 2006 | 2013 |
| Einwohner                 | 607  | 621  | 551  | 645  | 620  | 638  | 655  | 713  |
| Quelle: Cassini und INSEE |      |      |      |      |      |      |      |      |

## Sehenswürdigkeiten

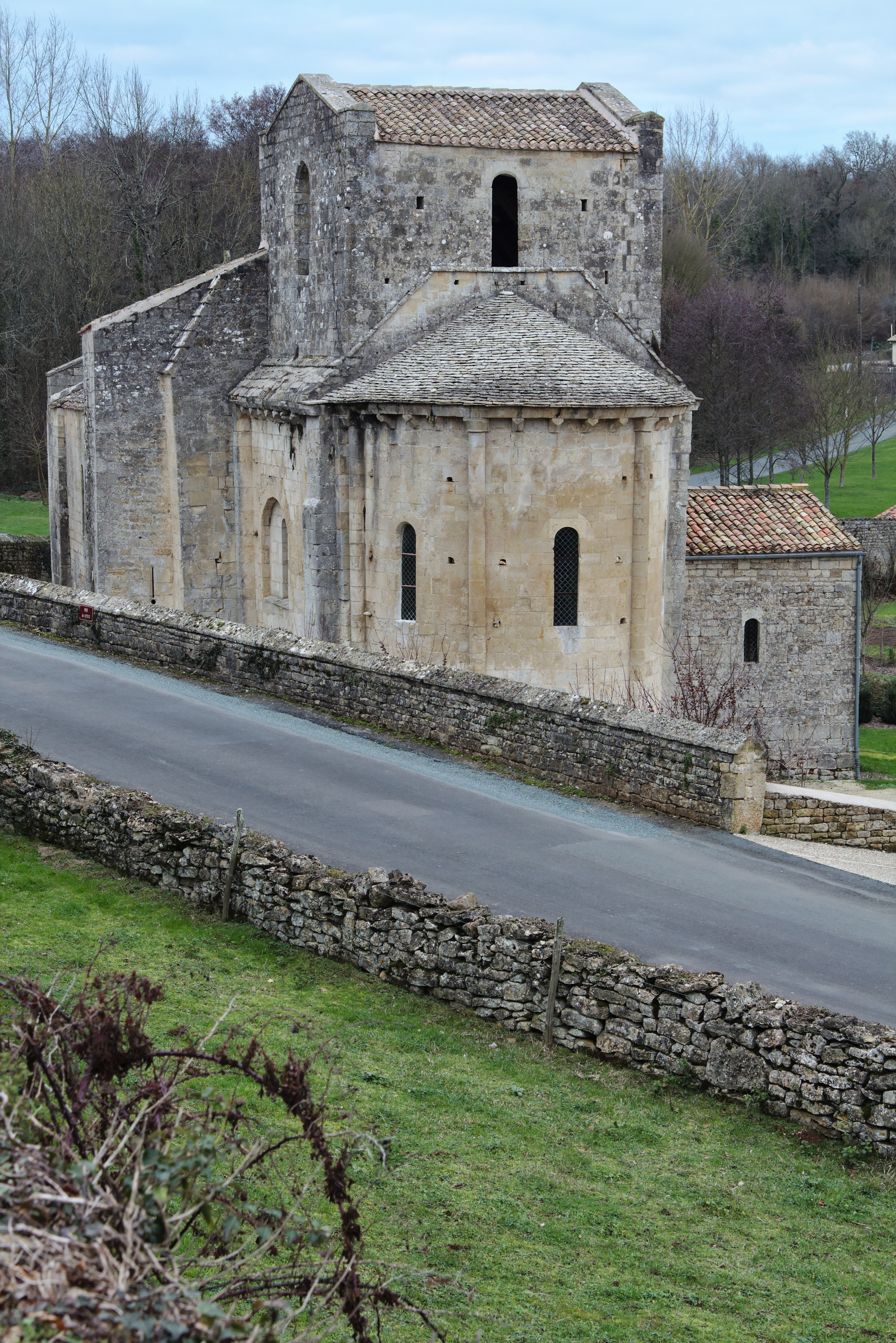
Kirche Saint-Romans

- Kirche Saint-Romans aus dem 12. Jahrhundert
- protestantische Kirche